# Naará
Naará era uma cidade na fronteira de Efraim , que se acha ser Naarã. Geralmente acha-se que Naará corresponde à No·o·ráth do Onomasticon (Onomástico) de Eusébio. Josefo parece chamar este lugar de Neara. Ele relata que metade da sua água fora desviada para irrigar as palmeiras perto do palácio de Arquelau em Jericó. Foi tentativamente identificado com Tell el-Jisr, a uns 3 quilômetros ao noroeste de Jericó.

## Bibligrafia
- Bíblia;
- Estudo Perspicaz das Escrituras, volume 3, página 49.